# Alseodaphne nicobarica
Alseodaphne nicobarica är en lagerväxtart som först beskrevs av Chakrab. & Vasudeva Rao, och fick sitt nu gällande namn av Tapas Chakrabarty. Alseodaphne nicobarica ingår i släktet Alseodaphne och familjen lagerväxter. Inga underarter finns listade i Catalogue of Life.